# Wisła Kraków
Wisła Kraków (phát âm tiếng Ba Lan: [ˈviswa ˈkrakuf]) là một câu lạc bộ bóng đá của Ba Lan có trụ sở tại Kraków. Wisła hiện thi đấu tại Ekstraklasa - hạng đấu cao nhất trong hệ thống giải bóng đá Ba Lan. Wisła là một trong những câu lạc bộ lâu đời và thành công nhất của Ba Lan. Đội đứng hạng 4 về số lần vô địch quốc gia (13), xếp sau Górnik Zabrze, Ruch Chorzów (cả hai đội 14 lần) và Legia Warsaw (15), và đứng thứ hai về số chiến thắng mọi thời đại. Wisła được thành lập vào năm 1906 với cái tên TS Wisła (Polish Towarzystwo Sportowe Wisła).
Biểu trưng của câu lạc bộ là một ngôi sao trắng đặt trên nền đỏ, cắt ngang là dải ruy băng màu xanh dương.
Wisła Kraków là một trong những câu lạc bộ bóng đá thành công nhất của Ba Lan trong nhiều năm trở lại đây, giành được 8 chức vô địch quốc gia kể từ năm 1999. Bên cạnh chức vô địch quốc gia, Wisła còn đoạt Cúp bóng đá Ba Lan 4 lần. Wisła cũng đạt được những thành công nhất định tại cúp châu Âu ở thập niên 1970, tiền tới vòng tứ kết của Cúp C1 1978–79 và vô địch UEFA Intertoto Cup ở các mùa 1969, 1970 và 1973.

## Dội hình hiện tại
Tính đến 20 tháng 2 năm 2021
Ghi chú: Quốc kỳ chỉ đội tuyển quốc gia được xác định rõ trong điều lệ tư cách FIFA. Các cầu thủ có thể giữ hơn một quốc tịch ngoài FIFA.
| Số | VT | Quốc gia             | Cầu thủ                           |
| -- | -- | -------------------- | --------------------------------- |
| 1  | TM | Ba Lan               | Mateusz Lis                       |
| 2  | HV | Ba Lan               | Krystian Wachowiak                |
| 3  | HV | Bosna và Hercegovina | Adi Mehremić                      |
| 4  | HV | Ba Lan               | Maciej Sadlok                     |
| 5  | HV | Bờ Biển Ngà          | Souleymane Kone                   |
| 6  | TV | Albania              | Vullnet Basha                     |
| 8  | HV | Ba Lan               | Łukasz Burliga                    |
| 9  | TV | Ba Lan               | Rafał Boguski                     |
| 10 | TV | Kazakhstan           | Georgy Zhukov                     |
| 14 | HV | Ba Lan               | Daniel Hoyo-Kowalski              |
| 15 | TĐ | Brasil               | Jean Carlos                       |
| 16 | TV | Ba Lan               | Jakub Błaszczykowski (đội trưởng) |
| 17 | HV | Ba Lan               | Serafin Szota                     |
| 18 | TV | Tây Ban Nha          | Chuca                             |
| 20 | HV | Ba Lan               | Konrad Gruszkowski                |
| 21 | TV | Serbia               | Nikola Kuveljić                   |

| Số | VT | Quốc gia     | Cầu thủ                                |
| -- | -- | ------------ | -------------------------------------- |
| 22 | TM | Ba Lan       | Michał Buchalik                        |
| 25 | HV | Cộng hòa Séc | Michal Frydrych                        |
| 26 | HV | Serbia       | Uroš Radaković (mượn từ Sparta Prague) |
| 34 | TV | Ghana        | David Mawutor                          |
| 40 | TV | Ghana        | Yaw Yeboah                             |
| 41 | TV | Ba Lan       | Kacper Duda                            |
| 43 | HV | Ba Lan       | Dawid Szot                             |
| 44 | TĐ | Ba Lan       | Aleksander Buksa                       |
| 48 | TM | Ba Lan       | Kamil Broda                            |
| 53 | TV | Ba Lan       | Wiktor Szywacz                         |
| 54 | TV | Ba Lan       | Piotr Starzyński                       |
| 55 | TĐ | Slovenia     | Žan Medved                             |
| 56 | HV | Ba Lan       | Kamil Głogowski                        |
| 77 | TV | Áo           | Stefan Savić                           |
| 80 | TV | Ba Lan       | Patryk Plewka                          |
| 99 | TĐ | Costa Rica   | Felicio Brown Forbes                   |

### Cho mượn
Ghi chú: Quốc kỳ chỉ đội tuyển quốc gia được xác định rõ trong điều lệ tư cách FIFA. Các cầu thủ có thể giữ hơn một quốc tịch ngoài FIFA.
| Số | VT | Quốc gia | Cầu thủ                                                         |
| -- | -- | -------- | --------------------------------------------------------------- |
| —  | TV | Ba Lan   | Mateusz Duda (tại Garbarnia Kraków cho đến 30 tháng 6 năm 2021) |
| —  | TV | Ba Lan   | Damian Pawłowski (tại Stal Mielec cho đến 30 tháng 6 năm 2021)  |

| Số | VT | Quốc gia   | Cầu thủ                                                               |
| -- | -- | ---------- | --------------------------------------------------------------------- |
| —  | TĐ | Montenegro | Fatos Bećiraj (tại Bnei Yehuda Tel Aviv cho đến 30 tháng 6 năm 2021)  |
| —  | TĐ | Ba Lan     | Przemysław Zdybowicz (at Resovia Rzeszów cho đến 30 tháng 6 năm 2021) |

## Đội ngũ huấn luyện hiện tại
| Huấn luyện viên trưởng     | đang trống        |
| Trợ lý huấn luyện viên     | Maik Drzensla     |
| Trợ lý huấn luyện viên     | Kazimierz Kmiecik |
| Huấn luyện viên thể lực    | Robin Adriaenssen |
| Huấn luyện viên thủ môn    | Maciej Kowal      |
| Chuyên gia vật lý trị liệu | Marcin Bishtyga   |

- Nguồn:[2][3]

## Danh hiệu

### Nội địa
- Ekstraklasa:
  - Vô địch (14): 1927, 1928, 1949, 1950, 1951,[n 1] 1977–78, 1998–99, 2000–01, 2002–03, 2003–04, 2004–05, 2007–08, 2008–09, 2010–11
  - Hạng 2 (10): 1930, 1931, 1936, 1948, 1965–66, 1980–81, 1999–2000, 2001–02, 2005–06, 2009–10
  - Hạng 3 (9): 1929, 1933, 1934, 1938, 1952, 1953, 1975–76, 1990–91, 1997–98

1. ↑  (Năm 1951 Wisła là nhà vô địch quốc gia, tuy nhiên chức vô địch quốc gia lại thuộc về quán quân của Cúp bóng đá Ba Lan năm ấy là Ruch Chorzów)

- Giải đấu ngoài hệ thống bóng đá Ba Lan:
  - Hạng 2 (2): 1923, 1947
  - Hạng 3 (1): 1925
- Cúp quốc gia Ba Lan:
  - Vô địch (4): 1926, 1966–67, 2001–02, 2002–03
  - Á quân (6): 1950–51, 1953–54, 1978–79, 1983–84, 1999–2000, 2007–08
- Siêu cúp Ba Lan:
  - Vô địch (1): 2001
  - Á quân (4): 1999, 2004, 2008, 2009
- Polish League Cup:
  - Vô địch (1): 2000–01
  - Á quân (1): 2001–02
- Polish First League (giải hạng hai):
  - Vô địch (1): 1964–65
  - Hạng 2 (3): 1985–86, 1988–89, 1995–96
  - Hạng 3 (1): 1994–95
- Vô địch Galicia:
  - Hạng 2 (1): 1913

### Cúp châu Âu
- European Cup/UEFA Champions League:
  - Tứ kết: 1978–79
- UEFA Cup/UEFA Europa League:
  - Vòng 16 đội: 2002–03
- European Cup Winners' Cup
  - Vòng 16 đội: 1967–68, 1984–85
- Intertoto Cup:
  - Vô địch (3): 1969, 1970, 1973

### Đội trẻ
- Młoda Ekstraklasa:
  - Vô địch (1): 2008
  - Hạng 2 (1): 2009
- Vô địch U-19 Ba Lan:
  - Vô địch (10: kỷ lục của Ba Lan): 1936, 1937, 1958, 1975, 1976, 1982, 1996, 1997, 2000, 2014
  - Hạng 2 (1): 1938
  - Hạng 3 (3): 1974, 1987, 1998
- Vô địch U-17 Ba Lan:
  - Vô địch (1): 2013
  - Hạng 2 (1): 2003

## Wisła tại cúp châu Âu
- Q = Vòng loại
- PO = Vòng play-off

| Mùa     | Giải đấu                  | Vòng  |                      | Câu lạc bộ           | Tỉ số    |
| ------- | ------------------------- | ----- | -------------------- | -------------------- | -------- |
| 1967–68 | European Cup Winners' Cup | 1     | Phần Lan             | HJK Helsinki         | 4–1, 4–0 |
| 1967–68 | European Cup Winners' Cup | 2     | Đức                  | Hamburger SV         | 0–1, 0–4 |
| 1976–77 | UEFA Cup                  | 1     | Scotland             | Celtic               | 2–2, 2–0 |
| 1976–77 | UEFA Cup                  | 2     | Bỉ                   | Molenbeek            | 1–1, 1–1 |
| 1978–79 | European Cup              | 1     | Bỉ                   | Club Brugge          | 1–2, 3–1 |
| 1978–79 | European Cup              | 2     | Tiệp Khắc            | Zbrojovka Brno       | 2–2, 1–1 |
| 1978–79 | European Cup              | 1/4F  | Thụy Điển            | Malmö FF             | 2–1, 1–4 |
| 1981–82 | UEFA Cup                  | 1     | Thụy Điển            | Malmö FF             | 0–2, 1–3 |
| 1984–85 | UEFA Cup Winners' Cup     | 1     | Iceland              | ÍBV                  | 4–2, 3–1 |
| 1984–85 | UEFA Cup Winners' Cup     | 2     | Hà Lan               | Fortuna Sittard      | 0–2, 2–1 |
| 1998–99 | UEFA Cup                  | Q1    | Wales                | Newtown              | 0–0, 7–0 |
| 1998–99 | UEFA Cup                  | Q2    | Thổ Nhĩ Kỳ           | Trabzonspor          | 5–1, 2–1 |
| 1998–99 | UEFA Cup                  | 1     | Slovenia             | Maribor              | 2–0, 3–0 |
| 1998–99 | UEFA Cup                  | 2     | Ý                    | Parma                | 1–1, 1–2 |
| 2000–01 | UEFA Cup                  | Q     | Bosna và Hercegovina | Željezničar Sarajevo | 0–0, 3–1 |
| 2000–01 | UEFA Cup                  | 1     | Tây Ban Nha          | Real Zaragoza        | 1–4, 4–1 |
| 2000–01 | UEFA Cup                  | 2     | Bồ Đào Nha           | Porto                | 0–0, 0–3 |
| 2001–02 | UEFA Champions League     | Q2    | Latvia               | Skonto               | 2–1, 1–0 |
| 2001–02 | UEFA Champions League     | Q3    | Tây Ban Nha          | Barcelona            | 3–4, 0–1 |
| 2001–02 | UEFA Cup                  | 1     | Croatia              | Hajduk Split         | 2–2, 1–0 |
| 2001–02 | UEFA Cup                  | 2     | Ý                    | Internazionale       | 0–2, 1–0 |
| 2002–03 | UEFA Cup                  | Q     | Bắc Ireland          | Glentoran            | 2–0, 4–0 |
| 2002–03 | UEFA Cup                  | 1     | Slovenia             | Primorje             | 2–0, 6–1 |
| 2002–03 | UEFA Cup                  | 2     | Ý                    | Parma                | 1–2, 4–1 |
| 2002–03 | UEFA Cup                  | 3     | Đức                  | Schalke 04           | 1–1, 4–1 |
| 2002–03 | UEFA Cup                  | 4     | Ý                    | Lazio                | 3–3, 1–2 |
| 2003–04 | UEFA Champions League     | Q2    | Cộng hòa Síp         | Omonia               | 5–2, 2–2 |
| 2003–04 | UEFA Champions League     | Q3    | Bỉ                   | Anderlecht           | 1–3, 0–1 |
| 2003–04 | UEFA Cup                  | 1     | Hà Lan               | NEC                  | 2–1, 2–1 |
| 2003–04 | UEFA Cup                  | 2     | Na Uy                | Vålerenga            | 0–0, 0–0 |
| 2004–05 | UEFA Champions League     | Q2    | Gruzia               | WIT Georgia          | 8–2, 3–0 |
| 2004–05 | UEFA Champions League     | Q3    | Tây Ban Nha          | Real Madrid          | 0–2, 1–3 |
| 2004–05 | UEFA Cup                  | 1     | Gruzia               | Dinamo Tbilisi       | 4–3, 1–2 |
| 2005–06 | UEFA Champions League     | Q3    | Hy Lạp               | Panathinaikos        | 3–1, 1–4 |
| 2005–06 | UEFA Cup                  | 1     | Bồ Đào Nha           | Vitória de Guimarães | 0–3, 0–1 |
| 2006–07 | UEFA Cup                  | Q2    | Áo                   | SV Mattersburg       | 1–1, 1–0 |
| 2006–07 | UEFA Cup                  | 1     | Hy Lạp               | Iraklis              | 0–1, 2–0 |
| 2006–07 | UEFA Cup                  | Bảng  | Anh                  | Blackburn Rovers     | 1–2      |
| 2006–07 | UEFA Cup                  | Bảng  | Pháp                 | Nancy                | 1–2      |
| 2006–07 | UEFA Cup                  | Bảng  | Thụy Sĩ              | Basel                | 3–1      |
| 2006–07 | UEFA Cup                  | Bảng  | Hà Lan               | Feyenoord            | 1–3      |
| 2008–09 | UEFA Champions League     | Q2    | Israel               | Beitar Jerusalem     | 1–2, 5–0 |
| 2008–09 | UEFA Champions League     | Q3    | Tây Ban Nha          | Barcelona            | 0–4, 1–0 |
| 2008–09 | UEFA Cup                  | 1     | Anh                  | Tottenham Hotspur    | 1–2, 1–1 |
| 2009–10 | UEFA Champions League     | Q2    | Estonia              | Levadia Tallinn      | 1–1, 0–1 |
| 2010–11 | UEFA Europa League        | Q2    | Litva                | Šiauliai             | 2–0, 5–0 |
| 2010–11 | UEFA Europa League        | Q3    | Azerbaijan           | Qarabağ              | 0–1, 2–3 |
| 2011–12 | UEFA Champions League     | Q2    | Latvia               | Skonto               | 1–0, 2–0 |
| 2011–12 | UEFA Champions League     | Q3    | Bulgaria             | Litex Lovech         | 2–1, 3–1 |
| 2011–12 | UEFA Champions League     | PO    | Cộng hòa Síp         | APOEL                | 1–0, 1–3 |
| 2011–12 | UEFA Europa League        | Bảng  | Hà Lan               | Twente               | 1–4, 2–1 |
| 2011–12 | UEFA Europa League        | Bảng  | Anh                  | Fulham               | 1–0, 1–4 |
| 2011–12 | UEFA Europa League        | Bảng  | Đan Mạch             | OB                   | 1–3, 2–1 |
| 2011–12 | UEFA Europa League        | 1/16F | Bỉ                   | Standard Liège       | 1–1, 0–0 |

## Cầu thủ nổi tiếng
Những cầu thủ có tên in đậm vừa thi đấu cho tuyển quốc gia của họ vừa thi đấu cho Wisła.
| Ba Lan - Józef Adamek (1919–33) - Mieczysław Balcer (1923–35) - Marcin Baszczyński (2000–09) - Jakub Błaszczykowski (2005–07), (2019–) - Jacek Bobrowicz (1989–94) - Rafał Boguski (2005–) - Paweł Brożek (1998–2010), (2013–20) - Piotr Brożek (1998–2010), (2013–14) - Krzysztof Budka (1975–85) - Ryszard Budka (1955–68) - Krzysztof Bukalski (1998–2001) - Franciszek Cebulak (1923) - Radosław Cierzniak (2015) - Ryszard Czerwiec (1998–2002) - Stanisław Czulak (1923–33) - Piotr Ćwielong (2007–10) - Tomasz Dawidowski (2004–09) - Dariusz Dudka (2005–08), (2014–15) - Tomasz Dziubiński (1989–91) - Michał Filek (1933–49) - Stanisław Flanek (1946–54) - Tomasz Frankowski (1998–2005) - Łukasz Garguła (2009–15) - Witold Gieras (1920–23), (1924–28) - Władysław Giergiel (1939), (1946–49) - Arkadiusz Głowacki (2000–10), (2012–18) - Konrad Gołoś (2005–10) - Damian Gorawski (2003–04) - Mieczysław Gracz (1933–53) - Bolesław Habowski (1933–38) - Krzysztof Hausner (1968–70) - Zbigniew Hnatio (1970–71) - Andrzej Iwan (1976–85) - Jan Jałocha (1969–86) - Marcin Jałocha (1987–92) - Zdzisław Janik (1989–93) - Maciej Jankowski (2014–15) - Zbigniew Jaskowski (1945–55) - Mariusz Jop (1999–2004), (2009–10) - Jerzy Jurowicz (1933–55) - Kazimierz Kaczor (1913–27) - Paweł Kaczorowski (2006) - Grzegorz Kaliciak (1992–96), (1998–2003) - Radosław Kałużny (1998–2001) - Zdzisław Kapka (1968–83), (1987) - Jan Karwecki (1978–80) - Władysław Kawula (1951–71) - Marian Kiliński (1922–33) - Walerian Kisieliński (1930–32) - Tomasz Kłos (2004–06) - Kazimierz Kmiecik (1968–82) - Adam Kogut (1918–19) - Józef Kohut (1948–54) - Adam Kokoszka (2005–08) - Marek Koniarek (1997) - Tadeusz Konkiewicz (1923–25) - Kamil Kosowski (1999–2008), (2013) - Jan Kotlarczyk (1925–36) - Józef Kotlarczyk (1927–39) - Jacek Kowalczyk (2004–06) - Władysław Kowalski (1923–30) - Maksymilian Koźmin (1927–36) - Władysław Krupa (1921–27) - Paweł Kryszałowicz (2005–06) - Mariusz Kukiełka (2004) - Tomasz Kulawik (1991–2002) - Marek Kusto (1972–77) - Marcin Kuźba (2002–03), (2004–06) - Grzegorz Lewandowski (1989–93) - Leszek Lipka (1976–90) - Wojciech Łobodziński (2008–11) - Antoni Łyko (1930–39) - Marian Machowski (1950–63) - Henryk Maculewicz (1971–79) - Edward Madejski (1933–37) | - Radosław Majdan (2004–06) - Bronisław Makowski (1927–31) - Józef Mamoń (1947–54) - Patryk Małecki (2001–14), (2016–19) - Marian Markiewicz (1918–26) - Radosław Matusiak (2008) - Krzysztof Mączyński (2007–11), (2015–17) - Adam Michel (1949–63) - Stanisław Mielech (1910–11) - Michał Miśkiewicz (2012–14), (2015–17) - Fryderyk Monica (1954–70) - Zdzisław Mordarski (1949–56) - Kazimierz Moskal (1982–90), (1999–2003) - Olgierd Moskalewicz (1999–2001) - Marek Motyka (1978–89) - Adam Musiał (1967–77) - Adam Nawałka (1972–85) - Janusz Nawrocki (1979–86) - Andrzej Niedzielan (2007–09) - Grzegorz Pater (1993–2003) - Bản mẫu:Country data Hungarian Republic (1946–49) Rudolf Patkoló (1951–52) - Mariusz Pawełek (2006–10) - Sławomir Peszko (2019) - Rafał Pietrzak (2016–19) - Zbigniew Płaszewski (1975–81) - Tadeusz Polak (1958–73) - Aleksander Pychowski (1925–35) - Henryk Reyman (1910–33) - Maciej Sadlok (2014–) - Piotr Skrobowski (1977–85) - Emil Skrynkowicz (1923–31) - Radosław Sobolewski (2005–13) - Łukasz Sosin (1999–2002) - Mariusz Stępiński (2014–15) - Maciej Stolarczyk (2002–07) - Henryk Stroniarz (1964–71) - Zdzisław Styczeń (1924–26) - Łukasz Surma (1995–98) - Andrzej Sykta (1959–68) - Igor Sypniewski (2002) - Maciej Szczęsny (2001–02) - Mieczysław Szczurek (1949–55) - Antoni Szymanowski (1969–70), (1972–78) - Henryk Szymanowski (1963–83) - Mirosław Szymkowiak (2001–04) - Stefan Śliwa (1912–24) - Marek Świerczewski (1981–89) - Marcin Wasilewski (2017–20) - Kazimierz Węgrzyn (1998–2000) - Jakub Wierzchowski (1998–99) - Cezary Wilk (2010–13) - Mieczysław Wiśniewski (1921–24) - Rafał Wolski (2016) - Artur Woźniak (1931–39) - Michał Wróbel (1975–86) - Mateusz Zachara (2016–17) - Bogdan Zając (1995–2002) - Marek Zając (1997–2002) - Łukasz Załuska (2016–17) - Marek Zieńczuk (2004–09) - Mieczysław Zimowski (1911–19) - Maciej Żurawski (1999–2005), (2010–11) Albania - Vullnet Basha (2017–) Úc - Jacob Burns (2006–08) - Michael Thwaite (2006–08) Belarus - Andrey Hlebasolaw (1992) - Mikhail Sivakov (2011) Bosnia và Herzegovina - Semir Štilić (2014–15), (2017) | Bulgaria - Tsvetan Genkov (2011–13) Cameroon - Serge Branco (2010–11) - Guy Armand Feutchine (1996–97) Costa Rica - Felicio Brown Forbes (2020–) - Júnior Díaz (2008–10), (2011–12) Cộng hòa Séc - Zdeněk Ondrášek (2016–18) Estonia - Sergei Pareiko (2011–13) Ghana - Yaw Yeboah (2020–) Haiti - Wilde-Donald Guerrier (2013–16) - Emmanuel Sarki (2013–16) Honduras - Osman Chávez (2010–15) - Romell Quioto (2012) Hungary - Richárd Guzmics (2014–16) Israel - Maor Melikson (2011–13) - Alon Turgeman (2020) Kazakhstan - Georgy Zhukov (2020–) Lithuania - Arūnas Pukelevičius (1998) Luxembourg - Tim Hall (2021) Macedonia - Ostoja Stjepanović (2013–15) Moldova - Ilie Cebanu (2007–09) Montenegro - Fatos Bećiraj (2020–) - Vukan Savićević (2019–20) Morocco - Nourdin Boukhari (2010–11) Hà Lan - Kew Jaliens (2011–13) Nigeria - Kalu Uche (2001–05) Romania - Emilian Dolha (2006–07) Senegal - Issa Ba (2010) Serbia - Ivica Iliev (2011–13) - Milan Jovanić (2010–12) - Nikola Mitrović (2018) Slovakia - Erik Čikoš (2010–11) - Marek Penksa (2005–07) - Peter Šinglár (2008–10) - Ivan Trabalík (2002) Slovenia - Boban Jović (2015–17) - Andraž Kirm (2009–12) - Matej Palčič (2018–19) - Denis Popović (2015–17) Togo - Lantame Ouadja (2003–04) Uruguay - Pablo Álvarez (2009–10) |

## Lịch sử huấn luyện viên
| - Imre Schlosser (1924–29) - František Koželuh (1929–34) - Vilmos Nyúl (1934–39) - Otto Mazal-Skvajn (1939–46) - Jan Kotlarczyk (1946–47) - Artur Walter (1947–48) - Josef Kuchynka (1948–50) - Michał Matyas (1950–54) - Mieczysław Gracz (1954–55) - Artur Woźniak (1956–57) - Josef Kuchynka (1958–59) - Károly Kósa (1959–60) - Karel Finek (1960–61) - Mieczysław Gracz (1961–62) - Karel Kolsky (1963–64) - Czesław Skoraczyński (1964–67) - Mieczysław Gracz (1967–69) - Gyula Teleky (1969–70) - Michał Matyas (1970–71) - Marian Kurdziel (1971–72) | - Jerzy Steckiw (1972–74) - Aleksander Brożyniak (1975–77) - Orest Lenczyk (1977–79) - Lucjan Franczak (1979–81) - Wiesław Lendzion (1981–82) - Roman Durniok (1982–83) - Edmund Zientara (1983–84) - Orest Lenczyk (1984–85) - Stanisław Chemicz (1985) - Lucjan Franczak (1985–86) - Stanisław Cygan (1986–87) - Aleksander Brożyniak (1987–89) - Stanisław Chemicz (1989) - Adam Musiał (1989) - Bogusław Hajdas (1989) - Adam Musiał (1990–92) - Kazimierz Kmiecik (1992) - Karol Pecze (1992–93) - Marek Kusto (1993–94) - Orest Lenczyk (1994) | - Marek Kusto (1994) - Lucjan Franczak (1994–96) - Kazimierz Kmiecik (1996) - Henryk Apostel (1996–97) - Kazimierz Kmiecik (1997) - Wojciech Łazarek (1997–98) - Jerzy Kowalik (1998) - Franciszek Smuda (1998–99) - Jerzy Kowalik (1999) - Marek Kusto (1999–2000) - Wojciech Łazarek (2000) - Adam Nawałka (2000) - Orest Lenczyk (2000–01) - Adam Nawałka (2001) - Franciszek Smuda (2001–02) - Henryk Kasperczak (2002–04) - Werner Lička (2005) - Jerzy Engel (2005) - Tomasz Kulawik (2005) - Dan Petrescu (2005–06) | - Dragomir Okuka (2006) - Adam Nawałka (2007) - Kazimierz Moskal (2007) - Maciej Skorża (2007–10) - Henryk Kasperczak (2010) - Tomasz Kulawik (2010) - Robert Maaskant (2010–11) - Kazimierz Moskal (2011–12) - Michał Probierz (2012) - Tomasz Kulawik (2012–13) - Franciszek Smuda (2013–15) - Kazimierz Moskal (2015) - Tadeusz Pawłowski (2015–16) - Dariusz Wdowczyk (2016) - Kazimierz Kmiecik (2016) - Kiko Ramírez (2017) - Joan Carrillo (2018) - Maciej Stolarczyk (2018–2019) - Artur Skowronek (2019–2020) - Peter Hyballa (2020–2021) |